# 푸루샤
푸루샤(산스크리트어: पुरुष, [pʊɾʊʂᵊ], IAST: Puruṣa)는 의미가 베다 시대와 우파니샤드 시대에 발전한 복합적인 개념이다. 출처와 역사적 연표에 따라, 그것은 우주적 존재 또는 자아, 알아차림, 그리고 보편적 원리를 의미한다.
초기 베다에서 푸루샤는 신들의 희생으로 모든 생명을 창조한 우주적 존재였다. 이것은 베다에서 논의된 많은 창조 신화 중 하나였다. 우파니샤드에서 푸루샤 개념은 영원하고, 파괴되지 않으며, 형체가 없고, 어디에나 편재하는 자기, 영혼, 그리고 보편적 원리의 추상적인 본질을 나타낸다.
상키야 철학에서 푸루샤는 "활동적이지 않고, 불변하며, 영원하고, 순수한" 순수 의식인 복수의 부동의 우주적 원리이며, 아무것에도 부착되거나 관련되지 않는다. 푸루샤가 프라크리티 (물질)와 결합하면 생명이 발생한다.
카슈미르 시바파에서 푸루샤는 시간 (kāla), 욕망 (raga), 제한 (niyati), 지식 (vidyā) 및 분리 (kalā)의 다섯 겹의 덮개에 싸여 있으며, 많은 개별적 자기 (jīvātman)로서의 제약 하에 있는 보편적 자기 (paramātman)이다.

## 정의 및 일반적인 의미
힌두교 학파들 사이에서는 푸루샤의 정의에 대한 합의가 없으며, 각 학파와 개인이 스스로 결론을 내리도록 맡겨져 있다. 예를 들어, 카필라라는 또 다른 고대 힌두 철학자의 이름을 딴 카필라수리삼바다(Kapilasurisamvada)와 같은 여러 유신론적 전통 경전 중 하나는 푸루샤를 상키야-요가 학파와 유사한 방식으로 처음 설명하지만, 이후 붓디(지성)를 두 번째 푸루샤로, 아함카라 (이기심)를 세 번째 푸루샤로 설명한다. 힌두교 내의 이러한 다원주의와 사상의 다양성은 푸루샤라는 용어가 다양한 의미를 지닌 복잡한 용어임을 시사한다.
자연의 생명력 있는 원인, 장, 원리들은 힌두 철학에서 푸루샤이다. 힌두교는 푸루샤를 우주의 영혼, 언제 어디서나 모든 것과 모든 사람에게 존재하는 보편적인 영으로 지칭한다. 푸루샤는 영원하고, 파괴되지 않으며, 형태가 없고, 모든 곳에 편재하는 보편적인 원리이다. 변화, 진화, 원인, 결과를 조절하고, 안내하며, 지시하기 위해 배경에서 작동하는 자연의 법칙과 원리 형태의 푸루샤이다. 힌두교의 존재 개념에서 푸루샤는 물질에 생명을 불어넣고, 모든 의식의 원천이며, 모든 생명체, 모든 인류에게 일체성을 창조하고, 자기의 본질이다. 힌두교에 따르면, 우주가 정적이지 않고 역동적으로 작동하고 진화하는 이유는 푸루샤 때문이다.

## 베다
베다 시대 동안, 푸루샤 개념은 우주의 창조를 위해 제시된 여러 신화적 주제 중 하나였다. 리그베다에서 푸루샤는 데바들의 희생 제물이 되어 스스로를 희생하고, 그의 희생이 인간을 포함한 모든 생명체를 창조하는 존재로 묘사되었다.
리그베다에서 "푸루샤는 이미 존재했고 앞으로도 존재할 모든 것이다" (पुरुष एवेदगं सर्वं यद्भूतं यच्च भव्यम्।).

### 바르나 제도
리그베다 제10권의 90번째 찬송가인 푸루샤 숙타에서 바르나는 신성한 푸루샤의 신체 각 부분에서 인간이 창조된 결과로 묘사된다. 이 푸루샤 수크타 구절은 논란이 많으며, 막스 뮐러와 같은 많은 학자들은 이를 베다에 대한 변조이자 중세 또는 현대 시대의 삽입물로 간주한다. 왜냐하면 푸루샤의 개념을 포함하여 베다의 다른 주요 개념들과는 달리 네 가지 바르나가 베다의 어느 곳에서도 언급되지 않으며, 인도 각지에서 발견된 일부 필사본 인쇄본에서는 이 구절이 빠져 있기 때문이다.
그 주목할 만한 찬송가(푸루샤 숙타)는 언어, 운율, 문체 면에서 함께 사용된 다른 기도문들과 매우 다르다. 그것은 확연히 더 현대적인 어조를 띠고 있으며, 산스크리트어가 다듬어진 후에 작곡되었음에 틀림없다.
— 헨리 토마스 콜브룩, 

예를 들어, 제10권의 90번째 찬송가(푸루샤 숙타)가 그 특성과 표현에서 모두 현대적이라는 점은 거의 의심의 여지가 없다. (...) 그것은 바산타(봄), 그리슈마(여름), 사라드(가을)의 순서로 세 계절을 언급하며, 리그베다에서 네 가지 카스트가 열거된 유일한 구절을 포함한다. 이 작품의 현대적인 시기에 대한 언어적 증거 역시 강력하다. 예를 들어, 더운 계절을 나타내는 이름인 그리슈마는 리그베다의 다른 어떤 찬송가에서도 나타나지 않으며, 바산타 역시 베다 시인들의 가장 초기 어휘에 속하지 않는다.
— 막스 뮐러, 

푸루샤 숙타는 리그베다에 나중에 삽입된 것이다. (...) 푸루샤의 분할과 바르나의 기원에 대한 질문 형식의 구절들은 원본의 사기적인 수정이다.
— 암베드카르, 

## 우파니샤드
푸루샤의 추상적인 개념은 다양한 우파니샤드에서 광범위하게 논의되며, 파라마트만과 브라흐만 (브라민과 혼동하지 말 것)으로 상호 교환적으로 언급된다. 우파니샤드와 후기 힌두 철학 텍스트에서 푸루샤 개념은 베다의 푸루샤 정의에서 벗어나 더 이상 인간, 우주적 인간 또는 실체가 아니었다. 대신, 이 개념은 더욱 복잡한 추상으로 발전했다.
장엄하고 육체 없는 이 푸루샤는 안팎으로, 태어나지 않았으며, 생명 호흡과 마음이 없고, 최고의 원소보다 높다. 그에게서 생명 호흡과 마음이 태어난다. 그는 모든 존재의 영혼이다.
— 문두카 우파니샤드, (Klaus Klostermair 번역)

우파니샤드에서 푸루샤 개념은 영원하고, 파괴되지 않으며, 형태가 없고, 모든 곳에 편재하는 자기, 영혼, 그리고 보편적 원리의 추상적인 본질을 의미한다. 푸루샤 개념은 우파니샤드에서 프라크리티 개념과 함께 설명된다. 이 고대 산스크리트어 텍스트에서는 우주가 지각 가능한 물질적 현실과 지각 불가능한 비물질적 자연 법칙 및 원리의 결합으로 상상된다. 물질적 현실(또는 프라크리티)은 변했고, 변할 수 있으며, 원인과 결과에 종속되는 모든 것이다. 푸루샤는 불변하고, 원인이 없지만 어디에나 존재하며, 프라크리티가 항상 변하고, 변형되며, 초월하는 이유이자 원인과 결과가 존재하는 이유이다.
아타르바베다에 속하는 아트마 우파니샤드의 리시 앙기라스는 육체에 거주하는 푸루샤가 세 가지로 나뉜다고 설명한다: 태어나고 죽는 바히야트만 (외적 아트만); 물질 현상, 즉 거칠고 미묘한 모든 범위를 이해하며 지바가 스스로와 관련시키는 안타라트만 (내적 아트만); 그리고 모든 곳에 편재하며, 상상할 수 없고, 묘사할 수 없으며, 행동이 없고 삼스카라가 없는 파라마트만.

## 상키야와 요가에서
지식의 적절한 원천으로 미맘사 학파의 전통이나 니야야 학파의 논리가 아니라 이성을 중요시하는 힌두 철학 학파인 상키야와 요가 철학은 모두 모든 경험과 우주를 설명하는 두 가지 궁극적인 실재, 즉 푸루샤(영혼)와 프라크리티 (물질)가 있다고 말한다. 우주는 지각 가능한 물질적 현실과 지각할 수 없는 비물질적 자연의 법칙과 원리의 결합으로 상상된다. 물질적 현실, 즉 프라크리티는 변했고, 변할 수 있으며, 원인과 결과에 종속되는 모든 것이다. 보편적 원리, 즉 푸루샤는 변하지 않고 (aksara) 원인이 없는 것이다.
푸루샤는 초월적인 자기 또는 순수 의식이다. 그것은 절대적이고, 독립적이며, 자유롭고, 지각할 수 없으며, 다른 기관을 통해 알 수 없으며, 마음이나 감각에 의한 어떤 경험도 초월하고, 어떤 말이나 설명도 넘어선다. 그것은 순수하고 "비귀속적 의식"으로 남아있다. 푸루샤는 생산되지도 않고 생산하지도 않는다. 아드바이타 베단타와는 달리 푸르바 미맘사처럼 상키야는 푸루샤의 다원성을 믿는다고 여겨진다.
요가 철학은 각 개인의 푸루샤 외에도 모든 클레샤와 카르마로부터 자유로운 이슈바라라고 불리는 특별한 푸루샤가 있다고 주장한다.
상키야와 요가 학파 모두 해탈 (해방, 자아 실현)에 이르는 길은 푸루샤의 실현을 포함한다고 주장한다.

## 푸라나
푸라나에서 "바가바타 푸라나와 마하바라타는 푸루샤 숙타 기도문에 묘사된 궁극적인 푸루샤를 비슈누로 대담하게 선포하는 반면", 시바는 시바 푸라나에서 궁극적인 푸루샤 (우주적 남성)로 묘사된다. 인도학자 W. 노먼 브라운에 따르면, "푸루샤 수크타의 구절들은 분명히 비슈누를 언급하며, 그는 세 단계를 통해 모든 곳에 편재한다 (즉, 모든 방향으로 퍼진다)".
바가바타 푸라나는 비슈누로 식별되는 푸루샤의 몸에서 네 가지 바르나의 기원을 설명한다.
오 쿠루의 지도자여! 푸루샤의 입에서 브라흐만(베다)과 브라만 계급이 음절이 입(머리)에서 나오듯이 나왔다. 그러므로 브라만 바르나는 바르나 중 으뜸이 되었다.
그의 팔에서 수호의 힘과 그 서약을 따르는 크샤트리야 계급, 즉 세상을 보호하는 의무가 나왔다. 푸루샤(주 비슈누)에게서 태어난 이 계급은 가시(악당의 형태를 한 상처나 문제)로 인한 상처로부터 사람들의 계급을 보호한다.
그 모든 곳에 편재하는 의 허벅지에서 대중의 생계를 유지하는 농업과 같은 직업이 태어났다. 같은 신체 부위에서 태어난 바이샤 계급은 사람들의 생계를 위해 무역과 농업을 수행한다.

경의 발에서 종교의 성취를 위한 봉사가 태어났다. 이전에는 수드라 계급이 봉사를 위해 태어났으며, 이로써 하리가 기뻐하신다.— 바가바타 푸라나, 제3권, 제6장

## 베단타

### 바가바드 기타
바가바드 기타에서 푸루샤는 여러 경우에 최고 존재를 지칭하는 데 사용된다.
오 파르타여, 그 최고 존재(푸루샤)는 변함없는 헌신으로 도달된다. 생명체들은 그 안에 존재하며 그는 이 세상 전체에 편재한다.— 바가바드 기타, 제8장 22절

아르주나는 크리슈나를 제10장 12절, 제11장 18절, 제11장 38절 등 여러 구절에서 푸루샤라고 부른다.
당신은 최고 브라흐만이며, 최고의 거처이자 최고의 정화자입니다. 당신은 영원한 신성한 푸루샤이며, 원초적인 신이며, 태어나지 않았고 모든 곳에 편재합니다.— 바가바드 기타, 제10장 12절

 제15장 16절에서 크리슈나는 크샤라(소멸하는 것)와 아크샤라 (소멸하지 않는 것)라는 두 가지 유형의 푸루샤를 언급한다. 17절에서 그는 자신을 크샤라와 아크샤라 모두보다 우월한 "최고의 푸루샤" (파라마트만)로 식별한다.

### 브라흐마수트라
브라흐마수트라 1.2.13은 찬도기야 우파니샤드 4.15.1을 참조하며, 눈에 보이는 푸루샤를 설명한다.
스승이 말했다: "눈에 보이는 존재는 자아이다. 그것은 불멸하며 두려움이 없다. 그것은 브라흐만이다. 이것이 바로 누군가가 눈에 정제 버터나 물을 넣으면 눈 가장자리로 가는 이유이다."— 찬도기야 우파니샤드 4.15.1

브라흐마 수트라 1.2.13은 이 사람이 최고의 자아인 브라흐만임을 명확히 한다.
눈 안의 (존재)는 적합성 때문에 (최고의 자아이다).— 브라흐마수트라 1.2.13

## 같이 보기
- 우주인 (신화)
- 프라크리티
- 브라흐만
- 힌두교의 신
- 힌두 이상주의
- 인도 신화
- 인도의 카스트 제도
- 킨구
- 반고 (신화)
- 영혼
- 비슈누
- 아담 카드몬
- 아담 카시아
- 아칼 푸라크
- 푸루샤 숙타
- 위미르

### 설명주
1. ↑  An example of an alternate mytheme is Nasadiya Sukta, the last book of the Vedas, which suggests a great heat created universe from void. See: Klaus K. Klostermair (2007), A survey of Hinduism, 3rd Edition, State University of New York Press, ISBN 978-0-7914-7081-7, pp 88

### 참조주
1. 1 2 3 4 5  Angelika Malinar, 'Hindu Cosmologies', in Jessica Frazier (ed.), A Continuum Companion to Hindu Studies, ISBN 978-0-8264-9966-0, p. 67
2. ↑  Purusha Encyclopædia Britannica (2013)
3. 1 2 3 4  Karl Potter, Presuppositions of India’s Philosophies, Motilal Banarsidass, ISBN 81-208-0779-0, pp 105–109
4. 1 2 3 4  Klaus K. Klostermair (2007), A survey of Hinduism, 3rd Edition, State University of New York Press, ISBN 978-0-7914-7081-7, pp 87
5. ↑  Grimes 1996, 250-251쪽.
6. ↑  Grimes 1996, 251쪽.
7. ↑  Angelika Malinar, 'Hindu Cosmologies', in Jessica Frazier (ed.) A Continuum Companion to Hindu Studies, p. 80. ISBN 978-0-8264-9966-0
8. 1 2 3  Theos Bernard (1947), The Hindu Philosophy, The Philosophical Library, New York, pp 69–72
9. ↑  “Rig Veda: Rig-Veda, Book 10: HYMN XC. Puruṣa.”.
10. ↑  David Keane (2007), Caste-based Discrimination in International Human Rights Law, ISBN 978-0754671725, pp 26–27
11. ↑  Raghwan (2009), Discovering the Rigveda A Bracing text for our Times, ISBN 978-8178357782, pp 77–88
12. ↑  Rigveda 10/81 & Yajurveda 17/19/20, 25
13. ↑  Colebrooke, Miscellaneous Essays Volume 1, WH Allen & Co, London, see footnote at page 309
14. ↑  Müller (1859), A History of Ancient Sanskrit Literature, Williams & Norgate, London, pp 570–571
15. ↑  N. Jabbar (2011), Historiography and Writing Postcolonial India, Routledge, ISBN 978-0415672269, pp 149–150
16. ↑  Klaus K. Klostermair (2007), A survey of Hinduism, 3rd Edition, State University of New York Press, ISBN 978-0-7914-7081-7, pp. 167–169
17. ↑  Klaus K. Klostermair (2007), A survey of Hinduism, 3rd Edition, State University of New York Press, ISBN 978-0-7914-7081-7, pp 170–171
18. ↑  Swami Madhavananda. 《Minor Upanishads》. 아드바이타 아슈람. 11쪽. 2018년 7월 27일에 원본 문서에서 보존된 문서. 2025년 7월 1일에 확인함.
19. ↑  Jessica Frazier, A Continuum Companion to Hindu Studies, ISBN 978-0-8264-9966-0, pp 24–25, 78
20. ↑  Sharma 1997, 155–7쪽.
21. ↑  요가수트라 II.24
22. ↑  Angelika Malinar, Hindu Cosmologies, in Jessica Frazier (ed.), A Continuum Companion to Hindu Studies, ISBN 978-0-8264-9966-0, pp. 78–79
23. 1 2  Rosen 2006, 57쪽.
24. ↑  www.wisdomlib.org (2022년 7월 24일). “Cosmology: Creation of the Universe [Chapter 6]”. 《www.wisdomlib.org》 (영어). 2022년 10월 25일에 확인함.
25. ↑  Sutton 2016, 133쪽.
26. ↑  Sutton 2016, 157, 169, 174쪽.
27. ↑  Sutton 2016, 157쪽.
28. ↑  Sutton 2016, 225쪽.
29. ↑  www.wisdomlib.org (2019년 1월 4일). “Chandogya Upanishad, Verse 4.15.1 (English and Sanskrit)”. 《www.wisdomlib.org》 (영어). 2024년 7월 17일에 확인함.
30. ↑  Badarayana; Ramanuja (1890–1904). 《The Vedânta-sutras ... translated by George Thibaut》. 번역 Thibaut, George Frederick William. Robarts - University of Toronto. Oxford Clarendon Press.

## 참고 자료
- Rosen, Steven (2006), 《Essential Hinduism》, Greenwood Publishing Group, ISBN 978-0275990060
- Sharma, C. (1997), 《A Critical Survey of Indian Philosophy》, New Delhi: Motilal Banarsidass Publ, ISBN 81-208-0365-5
- Sutton, Nicholas (2016). 《Bhagavad-Gita》 (영어). Oxford Centre for Hindu Studies. ISBN 978-1-366-61059-1.
- Grimes, John A. (1996). 《A Concise Dictionary of Indian Philosophy: Sanskrit Terms Defined in English》. State University of New York Press. ISBN 0791430677.